# Epotek
Epotek est une marque de colles.
Cette marque regroupe sous son nom toutes les colles époxy de Epoxy Technology (États-Unis).
Epoxy Technology a été créé en 1966 par Frank Kulesza (1920-2011), précédemment ingénieur chimiste chez IBM, afin de formuler et de commercialiser des colles pour l'industrie des semi-conducteurs et de la microélectronique hybride.
Epoxy Technology a été la première société à produire des colles époxy chargées de métaux précieux, argent ou or.